# Kanton Heist-op-den-Berg
Kanton Heist-op-den-Berg is een kanton in de provincie Antwerpen en het arrondissement Mechelen. Het is de bestuurslaag boven die van de desbetreffende gemeenten, tevens is het een gerechtelijk niveau waarbinnen één vredegerecht georganiseerd wordt dat bevoegd is voor de deelnemende gemeenten. Beide types kanton beslaan niet noodzakelijkerwijs hetzelfde territorium.

## Gerechtelijk kanton Heist-op-den-Berg
Het gerechtelijk kanton Heist-op-den-Berg is gelegen in het gerechtelijk arrondissement Antwerpen en organiseert een vredegerecht voor de gemeenten Heist-op-den-Berg, Herenhout, Hulshout en Putte. Het is gevestigd in de Kerkhofstraat 2 te Heist-op-den-Berg.
De vrederechter is bevoegd bij gezinsconflicten, onderhoudsgeschillen, voogdij, voorlopige bewindvoering, mede-eigendommen, appartementseigendom, burenhinder ...

### Structuur
| Gebied           | Europese Unie    | België           | België           | België           | België           | Antwerpen      | Antwerpen      | Gerechtelijk arrondissement Antwerpen | Gerechtelijk arrondissement Antwerpen | Heist-op-den-Berg               |                                 |                                 |                                 |
| Sociaal recht    | Hof van Justitie | Hof van Cassatie | Hof van Cassatie | Hof van Cassatie | Hof van Cassatie | Arbeidshof     | Arbeidshof     | Arbeidsrechtbank                      | Arbeidsrechtbank                      | Arbeidsrechtbank                | Arbeidsrechtbank                | Arbeidsrechtbank                |                                 |
| Handelsrecht     | Hof van Justitie | Hof van Cassatie | Hof van Cassatie | Hof van Cassatie | Hof van Cassatie | Hof van Beroep | Hof van Beroep | Rechtbank van Koophandel              | Rechtbank van Koophandel              | Vredegerecht                    | Vredegerecht                    | Vredegerecht                    |                                 |
| Burgerlijk recht | Hof van Justitie | Hof van Cassatie | Hof van Cassatie | Hof van Cassatie | Hof van Cassatie | Hof van Beroep | Hof van Beroep | Rechtbank van eerste aanleg           | Rechtbank van eerste aanleg           | Vredegerecht / Politierechtbank | Vredegerecht / Politierechtbank | Vredegerecht / Politierechtbank | Vredegerecht / Politierechtbank |
| Strafrecht       | Hof van Justitie | Hof van Cassatie | Hof van Cassatie | Hof van Cassatie | Hof van Cassatie | Hof van Beroep | Assisenhof     | Rechtbank van eerste aanleg           | Rechtbank van eerste aanleg           | Vredegerecht / Politierechtbank | Vredegerecht / Politierechtbank | Vredegerecht / Politierechtbank | Vredegerecht / Politierechtbank |

## Kieskanton Heist-op-den-Berg
Het kieskanton Heist-op-den-berg ligt in het provinciedistrict Lier, het kiesarrondissement Mechelen-Turnhout en ten slotte de kieskring Antwerpen. Het beslaat de gemeenten Heist-op-den-Berg, Nijlen & Putte en bestaat uit 29 stembureaus.
| Heist-op-den-Berg | Heist-op-den-Berg | Supranationaal         | Nationaal                         | Nationaal           | Gemeenschap         | Gewest              | Provincie           | Arrondissement    | Provinciedistrict | Kanton            | Gemeente                          | District         |
| ----------------- | ----------------- | ---------------------- | --------------------------------- | ------------------- | ------------------- | ------------------- | ------------------- | ----------------- | ----------------- | ----------------- | --------------------------------- | ---------------- |
| Administratief    | Niveau            | Europese Unie          | België                            | België              | Vlaanderen          | Vlaanderen          | Antwerpen           | Mechelen          | Mechelen          | Mechelen          | Heist-op-den-Berg, Nijlen & Putte | -                |
| Administratief    | Bestuur           | Europese Commissie     | Belgische regering                | Belgische regering  | Vlaamse regering    | Vlaamse regering    | Deputatie           | Deputatie         | Deputatie         | Deputatie         | Gemeentebestuur                   | Districtscollege |
| Administratief    | Raad              | Europees Parlement     | Kamer van volksvertegenwoordigers | Vlaams Parlement    | Vlaams Parlement    | Vlaams Parlement    | Provincieraad       | Provincieraad     | Provincieraad     | Provincieraad     | Gemeenteraad                      | Districtsraad    |
| Kiesomschrijving  | Kiesomschrijving  | Nederlands Kiescollege | Kieskring Antwerpen               | Kieskring Antwerpen | Kieskring Antwerpen | Kieskring Antwerpen | Kieskring Antwerpen | Mechelen-Turnhout | Lier              | Heist-op-den-Berg | Heist-op-den-Berg, Nijlen & Putte | -                |
| Verkiezing        | Verkiezing        | Europese               | Federale                          | Federale            | Vlaamse             | Vlaamse             | Provincieraads-     | Provincieraads-   | Provincieraads-   | Provincieraads-   | Gemeenteraads-                    | Districtsraads-  |

### Uitslagen VerkiezingVlaams Parlement
In 1999 waren er 58.229 stemgerechtigden, in 2004 59.357 en in 2009 nam dit aantal toe tot 61.847. Hiervan brachten respectievelijk 54.495 (1999), 55.557 (2004) en 57.641 (2009) een stem uit.
| Partij                    | 1999   | 2004   | 2009   |
| ------------------------- | ------ | ------ | ------ |
| sp.a-SPIRIT               | x      | 15,07% | x      |
| SP/sp.a                   | 9,99%  | x      | 11,81% |
| SLP                       | x      | x      | 0,91%  |
| VU-iD21                   | 11,48% | x      | x      |
| CD&V-N-VA                 | x      | 31,53% | x      |
| CVP/CD&V                  | 27,19% | x      | 27,26% |
| N-VA                      | x      | x      | 15,81% |
| VLD-VIVANT                | x      | 19,09% | x      |
| VLD/Open Vld              | 20,95% | x      | 13,12% |
| Vivant                    | 1,74%  | x      | x      |
| AGALEV/Groen!             | 9,99%  | 5,88%  | 5,06%  |
| VLAAMS BLOK/Vlaams Belang | 16,68% | 27,07% | 17,31% |
| LDD                       | x      | x      | 6,88%  |
| PVDA                      | 0,63%  | 0,51%  | 1,03%  |
| Andere Partijen           | 1,35%  | 0,86%  | 0,82%  |
| Blanco of Ongeldig        | 6,02%  | 5,44%  | 5,12%  |

### Uitslagen VerkiezingEuropees Parlement
In 1999 waren er 58.245 stemgerechtigden, in 2004 59.417 stemgerechtigden en in 2009 nam dit aantal verder toe tot 61.929. Hiervan brachten respectievelijk 54.520 (1999), 55.628 (2004) en 57.929 (2009) een stem uit.
| Partij                    | 1999   | 2004   | 2009   |
| ------------------------- | ------ | ------ | ------ |
| sp.a-SPIRIT               | x      | 13,64% | x      |
| SP/sp.a                   | 10,46% | x      | 10,02% |
| SLP                       | x      | x      | 0,66%  |
| VU/iD21                   | 15,45% | x      | x      |
| CD&V-N-VA                 | x      | 33,19% | x      |
| CVP/CD&V                  | 24,04% | x      | 27,20% |
| N-VA                      | x      | x      | 9,77%  |
| VLD-VIVANT                | x      | 20,44% | x      |
| Open Vld                  | 20,68% | x      | 18,84% |
| Vivant                    | 1,72%  | x      | x      |
| AGALEV/Groen!             | 10,27% | 6,51%  | 6,42%  |
| VLAAMS BLOK/Vlaams Belang | 15,97% | 25,11% | 17,75% |
| LDD                       | x      | x      | 7,88%  |
| PVDA                      | 0,53%  | 0,64%  | 1,07%  |
| Andere Partijen           | 0,89%  | 0,48%  | 0,37%  |
| Blanco of Ongeldig        | 6,64%  | 5,16%  | 5,52%  |